# Lluis Pinyol i Agulló
Lluís G. Piñol i Agulló (fallecido en 1936) fue un abogado y político español. Trabajó como registrador de la propiedad en Tremp. Fue elegido diputado por la provincia de Lérida por la Lliga Catalana en las elecciones generales de España de 1933 y por el Front Català d'Ordre en las de 1936. Fue vocal suplente de la comisión de Agricultura (1935-1936) y de Justicia (marzo-julio de 1936). Fue asesinado por elementos revolucionarios en 1936.